# シュヴァーロフ家

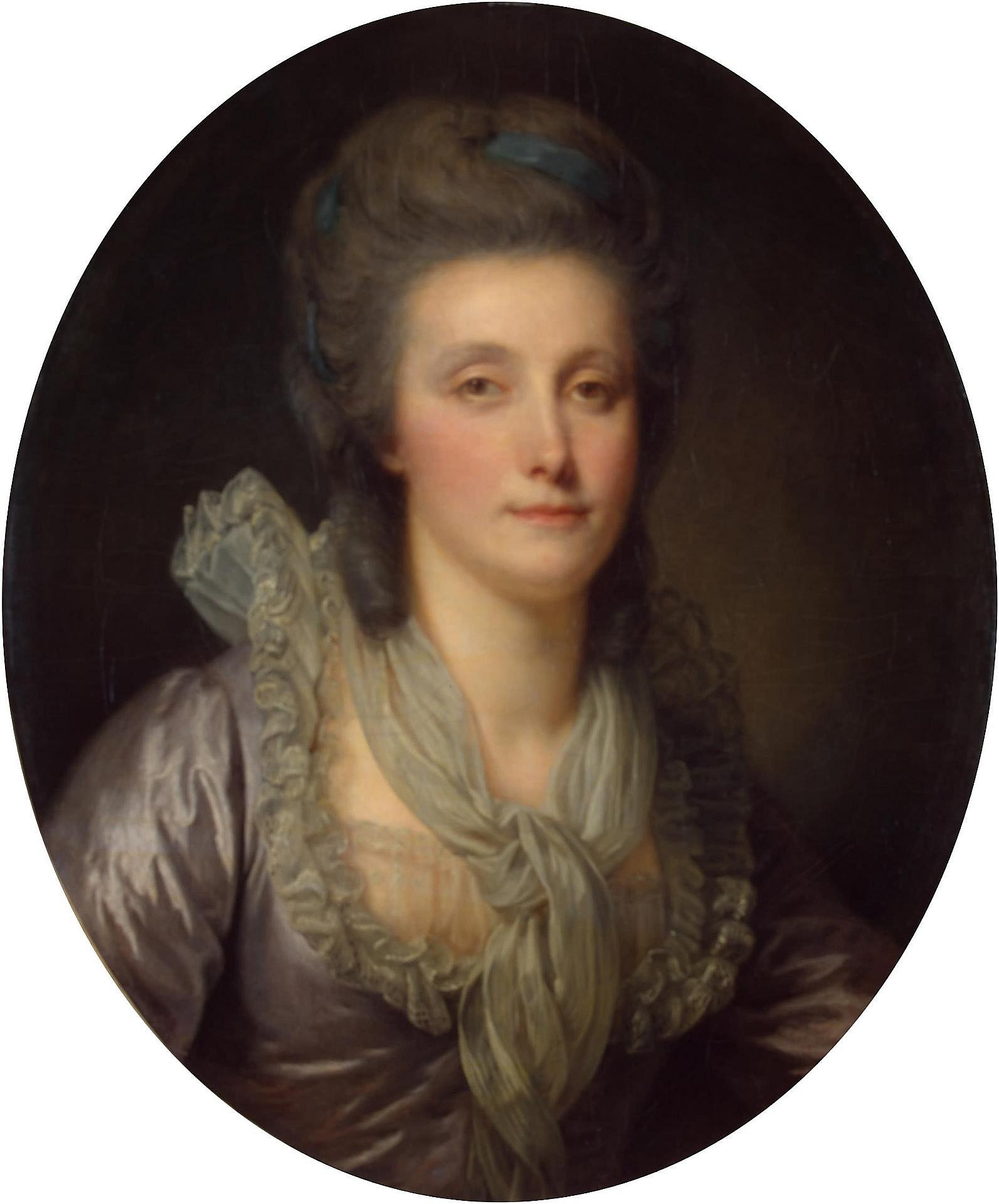
エカテリーナ・P・シュヴァーロワ伯爵夫人の肖像画（1770年代、ジャン＝バティスト・グルーズ画）

シュヴァーロフ家（ロシア語:Шуваловы）は、ロシアの貴族。16世紀女帝エリザヴェータ・ペトローヴナによって重用され、1746年9月5日伯爵に叙された。

## 主な人物

### シュヴァーロフ伯爵家および貴族
貴族としてのシュヴァーロフ家には以下の人々が挙げられる。:
- イワン・イワノヴィチ・シュヴァーロフ（1727年 - 1797年）は、エリザヴェータ女帝の愛人であり、ロシア啓蒙時代における文化的擁護者となった。
- アレクサンドル・イワノヴィチ・シュヴァーロフ伯爵（1710年 - 1771年）は、イワン・イワノヴィチの従兄弟に当たる。陸軍元帥、秘密警察長官を歴任した。
- ピョートル・イワノヴィチ・シュヴァーロフ伯爵（1711年 - 1762年）は、アレクサンドル・イワノヴィチの弟。陸軍元帥、陸軍大臣。エリザヴェータ女帝時代の宮廷における最有力者のひとり。
- アンドレイ・ペトローヴィチ・シュヴァーロフ伯爵（1743年 - 1789年）は、ピョートル・イワノヴィチの子。生涯の大部分を海外で過ごし、フランスではヴォルテールと交流し、自由主義に関する見解を物している。ブリタニカ百科事典第11版では、エカテリーナ2世がフランスの啓蒙思想家に出した手紙の真の執筆者としている。
- ピョートル・アンドレーエヴィチ・シュヴァーロフ伯爵（1827年 - 1889年）は、アンドレイ・ペトローヴィチ伯の孫。アレクサンドル2世の宮廷で影響力を持った。
- パーヴェル・アンドレーエヴィチ・シュヴァーロフ伯爵（1776年 - 1823年)は、帝政ロシアの軍人。ナポレオン戦争に従軍した。
- パーヴェル・アンドレーエヴィチ・シュヴァーロフ伯爵（1830年 - 1908年）は、帝政ロシアの外交官。ベルリン会議ロシア代表。
- パーヴェル・パーヴロヴィチ・シュヴァーロフ伯爵（1859年 - 1905年）は、パーヴェル・アンドレーエヴィチ伯の子。モスクワ警察本部長。1905年のロシア第一革命の前に暗殺された。
- ミハイル・アンドレーエヴィチ・シュヴァーロフ伯爵（1850年 - 1903年）。母方の祖父に当たるヴォロンツォフ公爵家を継承したが、嗣子の無いまま死去した。

### その他、シュヴァーロフ姓の人物
- イーゴリ・シュヴァーロフ（シュワロフ、1967年 - ）は、ロシアの政治家。ドミートリー・メドヴェージェフ大統領、ウラジーミル・プーチン首相の下で、ロシア連邦第一副首相。

## シュヴァーロフ家の宮殿

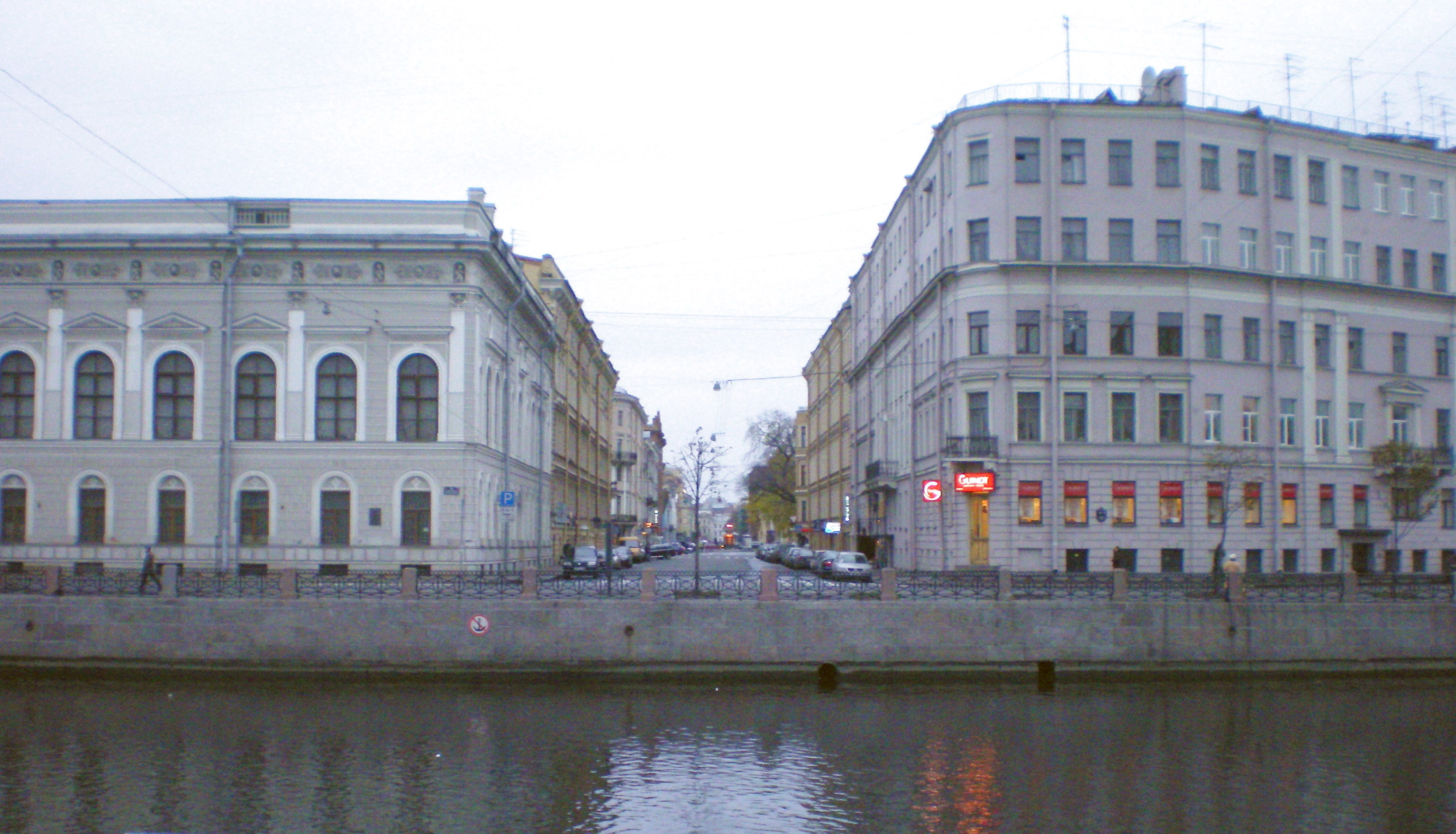
サンクトペテルブルク、フォンタカ運河に面したシュヴァーロフ宮殿

シュヴァーロフ家は、サンクトペテルブルクに４つの居館を所有していた。:
- イタリアンスカヤ通りのイワン・シュヴァーロフが住んだバロック様式の宮殿は、1749年から1755年にかけてサッヴァ・チェヴァキンスキーの設計により建設された。その後、ロシア司法省に売却され、帝国美術アカデミーが置かれた建物としてよく知られている。
- ピョートル・イヴァノヴィチ・シュヴァーロフの宮殿は、新古典主義様式で建造され、後にユスポフ公爵家に売却された。ユスポフ家があまり趣味のよくない装飾で飾り立てたこの宮殿は、後世、グリゴリー・ラスプーチン暗殺事件の舞台となった[1][2][3][4]。
- パーヴェル・ペトローヴィチ・シュヴァーロフ伯の別の新古典主義の宮殿は、1900年にナルイシュキン家から購入したものである。
- ペテルブルク近郊のシュヴァーロヴォにも屋敷がある。

これら4つの殿邸のほかに、アンナ女帝の寵臣であった、クールラント公ビロンの所有するルンダール宮殿などを入手している。